# Copa Libertadores 1966
W siódmej edycji Copa Libertadores udział wzięło 17 klubów - spośród państw zrzeszonych w CONMEBOL zabrakło reprezentantów Kolumbii i Brazylii. Zwycięzcą po raz trzeci w historii turnieju został urugwajski klub CA Peñarol, który pokonał w finale argentyński klub River Plate.
W pierwszym etapie uczestnicy mieli być podzieleni na 3 grupy po 6 klubów - ostatecznie z powodu wycofania się Brazylii druga grupa liczyła 4 kluby. Podział na liczne grupy w pierwszym etapie oraz grupowa faza półfinałowa sprawiły, że kluby rozegrały w turnieju dużo meczów - najwięcej, bo aż 20, finalista turnieju River Plate.
Pierwszy raz w dziejach każdy kraj mógł wystawić dwa kluby - z tego powodu pierwszy raz w historii turnieju zdarzyło się, że jeden kraj reprezentowały trzy kluby. Stało się tak w przypadku Argentyny, gdyż obok mistrza (Boca Juniors) i wicemistrza (River Plate) w turnieju wystąpił obrońca tytułu CA Independiente. Na uwagę zasługuje również bardzo udany występ chilijskiego klubu CD Universidad Católica.

## 1/4 finału

### Grupa 1Argentyna,Peru,Wenezuela
| 05.02 Universitario Lima – Alianza Lima 2:0 - Héctor Chumpitaz, Roberto Challe |
| 05.02 Lara Barquisimeto – Italia Caracas 1:1 - Paulinho – Agostino Nitti |
| 08.02 Lara Barquisimeto – Alianza Lima 2:1 - Paulinho, Jair – Pedro Pablo León |
| 09.02 Italia Caracas – Universitario Lima 2:2 - Zeica, Tacoronte – Ángel Uribe, Héctor Chumpitaz |
| 10.02 River Plate – Boca Juniors 2:1 - Juan Carlos Sarnari, Daniel Bayo – Alfredo Hugo Rojas |
| 12.02 Italia Caracas – Alianza Lima 3:1 - Tacoronte, Zeica, Agostino Nitti – Eduardo Flores |
| 12.02 Lara Barquisimeto – Universitario Lima 0:0 |
| 15.02 Lara Barquisimeto – River Plate 1:2 - Didi II – Daniel Onega (2) |
| 17.02 Universitario Lima – Boca Juniors 2:1 - Roberto Challe, Enrique Casaretto – Marcos Hugo Zarich |
| 17.02 Italia Caracas – River Plate 0:3 - Daniel Onega, Jorge Raúl Solari, Juan Carlos Sarnari |
| 19.02 Alianza Lima – Boca Juniors 0:1 - Ángel Clemente Rojas |
| 23.02 Italia Caracas – Boca Juniors 1:2 - Vicente – Marcos Hugo Zarich, Alfredo Hugo Rojas |
| 23.02 Universitario Lima – River Plate 1:1 - Enrique Casaretto – Daniel Onega |
| 25.02 Lara Barquisimeto – Boca Juniors 0:3 - Ángel Clemente Rojas (2), José Luis Luna |
| 26.02 Alianza Lima – River Plate 0:2 - Daniel Onega, Roberto Matosas |
| 01.03 Alianza Lima – Italia Caracas 1:2 - Renato s – Zeica (2) |
| 02.03 River Plate – Universitario Lima 5:0 - Daniel Onega (3), Luis Cubilla, Miguel Loayza |
| 02.03 Boca Juniors – Lara Barquisimeto 2:1 - Óscar López, Alfredo Hugo Rojas – Bezerra |
| 04.03 River Plate – Lara Barquisimeto 3:0 - Miguel Loayza (2), Delem |
| 08.03 River Plate – Alianza Lima 3:2 - Miguel Loayza, Daniel Onega, Roberto Zywica – Víctor Zegarra (2) |
| 08.03 Boca Juniors – Italia Caracas 5:2 - Norberto Menéndez (2), Reynaldo Aimonetti, Ángel Clemente Rojas, José Luis Luna – Agostino Nitti (2) |
| 08.03 Universitario Lima – Lara Barquisimeto 1:0 - Eddie Córdova |
| 10.03 River Plate – Italia Caracas 2:1 - Miguel Loayza, Daniel Onega – Agostino Nitti |
| 10.03 Boca Juniors – Alianza Lima 0:1 - Víctor Zegarra |
| 13.03 Alianza Lima – Lara Barquisimeto 3:0 - Víctor Zegarra (2), Eladio Reyes |
| 13.03 Universitario Lima – Italia Caracas 1:2 - Víctor Calatayud – Agostino Nitti, Tacoronte |
| 17.03 Italia Caracas – Lara Barquisimeto 1:0 - Agostino Nitti |
| 18.03 Boca Juniors – Universitario Lima 2:0 - Silvio Marzolini, Ángel Clemente Rojas |
| 23.03 Alianza Lima – Universitario Lima 0:1 walkower - Valle – Ángel Uribe - mecz zakończył się wynikiem 1:1, ale przyznano walkower 1:0 dla Universitario Lima (anulując po prostu bramkę dla Alianzy) z powodu dwóch nieuprawnionych graczy (Catalá i Cruz) w zespole Alianza Lima |
| 24.03 Boca Juniors – River Plate 2:0 - Alfredo Hugo Rojas (2) |

| Klub               | Mecze | Zw | Rem | Por | Pkt | BrZd | BrStr |
| ------------------ | ----- | -- | --- | --- | --- | ---- | ----- |
| River Plate        | 10    | 8  | 1   | 1   | 17  | 23   | 8     |
| Boca Juniors       | 10    | 7  | 0   | 3   | 14  | 19   | 9     |
| Universitario Lima | 10    | 4  | 3   | 3   | 11  | 10   | 13    |
| Italia Caracas     | 10    | 4  | 2   | 4   | 10  | 15   | 18    |
| Alianza Lima       | 10    | 2  | 0   | 8   | 4   | 9    | 16    |
| Lara Barquisimeto  | 10    | 1  | 2   | 7   | 4   | 5    | 17    |

### Grupa 2Chile,Paragwaj
| 27.02 Club Olimpia – Club Guaraní 3:3 - Benigno Apodaca, Gustavo Torres, A. González – Gerardo González (2), Luis Ivaldi         |
| 02.03 Club Universidad de Chile – CD Universidad Católica 0:0                                                                    |
| 05.03 CD Universidad Católica – Club Guaraní 2:0 - Nelson Gallardo, Armando Tobar                                                |
| 05.03 Club Universidad de Chile – Club Olimpia 1:2 - Leonel Sánchez – Gustavo Torres (2)                                         |
| 08.03 Club Universidad de Chile – Club Guaraní 2:0 - Rubén Marcos, Pedro Araya                                                   |
| 08.03 CD Universidad Católica – Club Olimpia 0:0                                                                                 |
| 11.03 Club Guaraní – Club Universidad de Chile 1:1 - Félix Arámbulo – Leonel Sánchez                                             |
| 11.03 Club Olimpia – CD Universidad Católica 0:4 - Armando Tobar (2), Ignacio Prieto (2)                                         |
| 16.03 Club Guaraní – CD Universidad Católica 3:1 - Rodolfo Patiño, Gerardo González, Félix Arámbulo – Alberto Fouillioux         |
| 16.03 Club Olimpia – Club Universidad de Chile 2:0 - Gustavo Torres, A. González                                                 |
| 20.03 CD Universidad Católica – Club Universidad de Chile 2:2 - Ignacio Prieto, Alberto Fouillioux – Rubén Marcos, Carlos Campos |
| 20.03 Club Guaraní – Club Olimpia 2:0 - Gerardo González, R. Martínez                                                            |

- Wobec jednakowej liczby punktów rozegrano dodatkowy mecz o drugie miejsce

| 23.03 Club Guaraní – Club Olimpia 2:1 - Gerardo González (2) – A. González |

| Klub                      | Mecze | Zw | Rem | Por | Pkt | BrZd | BrStr |
| ------------------------- | ----- | -- | --- | --- | --- | ---- | ----- |
| CD Universidad Católica   | 6     | 2  | 3   | 1   | 7   | 9    | 5     |
| Club Guaraní              | 6     | 2  | 2   | 2   | 6   | 9    | 9     |
| Club Olimpia              | 6     | 2  | 2   | 2   | 6   | 7    | 10    |
| Club Universidad de Chile | 6     | 1  | 3   | 2   | 5   | 6    | 7     |

### Grupa 3Boliwia,Ekwador,Urugwaj
| 30.01 Emelec Guayaquil – AD 9 de Octubre 2:1 - Galo Pulido, Hugo Lencina – Cirilo Fernández                                         |
| 30.01 Municipal La Paz – Club Jorge Wilstermann 1:1 - Mario Di Meglio – Ausberto García                                             |
| 30.01 Club Nacional de Football – CA Peñarol 4:0 - Julio César Morales, Rubén Techera, Orlando Virgili, Domingo Pérez               |
| 02.02 Municipal La Paz – Club Nacional de Football 3:2 - Mario Di Meglio (2), Ignacio Quevedo – Jorge Oyarbide, Orlando Virgili     |
| 02.02 Club Jorge Wilstermann – CA Peñarol 1:0 - Ausberto García                                                                     |
| 06.02 AD 9 de Octubre – CA Peñarol 1:2 - Grijo – Pedro Rocha, Alberto Spencer                                                       |
| 06.02 Emelec Guayaquil – Club Nacional de Football 0:2 - Domingo Pérez, Mario Omar Méndez                                           |
| 09.02 AD 9 de Octubre – Club Nacional de Football 2:3 - Emilio Álvarez s, Cirilo Fernández – Julio César Morales (2), Domingo Pérez |
| 09.02 Emelec Guayaquil – CA Peñarol 1:2 - Lucio Calonga – Julio César Cortés, Juan Víctor Joya                                      |
| 13.02 Municipal La Paz – CA Peñarol 1:2 - Roberto Caínzo – Julio César Abbadie, Alberto Spencer                                     |
| 13.02 Club Jorge Wilstermann – Club Nacional de Football 0:0                                                                        |
| 19.02 Emelec Guayaquil – Club Jorge Wilstermann 3:1 - Hugo Lencina (2), Lucio Calonga – Alfredo Soria                               |
| 19.02 AD 9 de Octubre – Municipal La Paz 3:4 - Héctor Bono, Cirilo Fernández, Grijo - Moyano (3), J. Castillo                       |
| 24.02 AD 9 de Octubre – Club Jorge Wilstermann 3:2 - Cirilo Fernández, Héctor Bono, Grijo – Ausberto García, Renán López            |
| 24.02 Emelec Guayaquil – Municipal La Paz 2:1 - Hugo Lencina, Bolívar Merizalde – Mario Di Meglio                                   |
| 02.03 Club Nacional de Football – Municipal La Paz 4:1 - Julio César Morales (2), Orlando Virgili (2) – Moyano                      |
| 02.03 CA Peñarol – Club Jorge Wilstermann 2:0 - Héctor Silva (2)                                                                    |
| 05.03 Club Nacional de Football – Club Jorge Wilstermann 3:0 - Julio César Morales, Orlando Virgili, Luis Ramos                     |
| 05.03 CA Peñarol – Municipal La Paz 3:1 - Héctor Silva, Alberto Spencer, Juan Víctor Joya – Moyano                                  |
| 08.03 Club Nacional de Football – Emelec Guayaquil 1:0 - Jorge Oyarbide                                                             |
| 08.03 CA Peñarol – AD 9 de Octubre 2:0 - Omar Caetano, Pedro Rocha                                                                  |
| 11.03 Club Nacional de Football – AD 9 de Octubre 3:1 - Luis Ramos (2), Julio César Morales – Cirilo Fernández                      |
| 11.03 CA Peñarol – Emelec Guayaquil 4:1 - Héctor Silva (2), Enrique Alfano (2) – Jorge Bolaños                                      |
| 13.03 Club Jorge Wilstermann – Emelec Guayaquil 2:1 - Renán López, Mario Zabalaga – Carlos Pineda                                   |
| 17.03 Club Jorge Wilstermann – AD 9 de Octubre 4:1 - Ausberto García (2), Guery Agreda, Renán López – Cirilo Fernández              |
| 17.03 Municipal La Paz – Emelec Guayaquil 4:1 - Alberto Torres 2, Moyano, Antonio Aguirre – Jorge Bolaños                           |
| 19.03 Municipal La Paz – AD 9 de Octubre 5:1 - Moyano, Roberto Caínzo, J. Castillo, Espinoza, Antonio Aguirre – Cirilo Fernández    |
| 19.03 CA Peñarol – Club Nacional de Football 3:0 - Pedro Rocha (2), Juan Víctor Joya                                                |
| 23.03 Club Jorge Wilstermann – Municipal La Paz 3:0 - Ausberto García (2), Renán López                                              |
| 23.03 AD 9 de Octubre – Emelec Guayaquil 0:4 - Hugo Lencina (3), Cirilo Fernández s                                                 |

| Klub                      | Mecze | Zw | Rem | Por | Pkt | BrZd | BrStr |
| ------------------------- | ----- | -- | --- | --- | --- | ---- | ----- |
| CA Peñarol                | 10    | 8  | 0   | 2   | 16  | 20   | 10    |
| Club Nacional de Football | 10    | 7  | 1   | 2   | 15  | 22   | 10    |
| Club Jorge Wilstermann    | 10    | 4  | 2   | 4   | 10  | 14   | 14    |
| Municipal La Paz          | 10    | 4  | 1   | 5   | 9   | 21   | 22    |
| Emelec Guayaquil          | 10    | 4  | 0   | 6   | 8   | 15   | 18    |
| AD 9 de Octubre           | 10    | 1  | 0   | 9   | 2   | 13   | 31    |

### Obrońca tytułu
| CA Independiente jako obrońca tytułu awansował do 1/2 finału bez gry. |

## 1/2 finału

### Grupa 1
| 30.03 Club Guaraní – Boca Juniors 1:3 - Gerardo González – Norberto Menéndez (2), Angel Clemente Rojas                        |
| 06.04 Club Guaraní – River Plate 1:3 - Gerardo González – Jorge Raúl Solari, Daniel Onega, Miguel Loayza                      |
| 08.04 Boca Juniors – CA Independiente 0:2 - João Cardoso, Aníbal Tarabini                                                     |
| 12.04 CA Independiente – River Plate 1:1 - Aníbal Tarabini – Jorge Raúl Solari                                                |
| 14.04 River Plate – Boca Juniors 2:2 - Juan Carlos Sarnari, José María Silvero s – Norberto Rubén Madurga, Alfredo Hugo Rojas |
| 14.04 Club Guaraní – CA Independiente 0:2 - João Cardoso, José Omar Pastoriza                                                 |
| 19.04 River Plate – CA Independiente 4:2 - Daniel Onega (2), Juan Carlos Sarnari (2) – Raúl Armando Savoy (2)                 |
| 19.04 Boca Juniors – Club Guaraní 1:1 - Alfredo Hugo Rojas – Teobaldo Melgarejo                                               |
| 21.04 River Plate – Club Guaraní 3:1 - Daniel Onega (2), Miguel Loayza – R. Martínez                                          |
| 26.04 CA Independiente – Club Guaraní 2:1 - Aníbal Tarabini, Raúl Armando Savoy – Rubén Marino Navarro s                      |
| 29.04 CA Independiente – Boca Juniors 0:0                                                                                     |
| 04.05 Boca Juniors – River Plate 1:0 - Alfredo Hugo Rojas                                                                     |

- Wobec równej liczby punktów dodatkowy mecz o pierwsze miejsce:

| 10.05 River Plate – CA Independiente 2:1 - Daniel Onega, Luis Cubilla – Luis Artime |

| Klub             | Mecze | Zw | Rem | Por | Pkt | BrZd | BrStr |
| ---------------- | ----- | -- | --- | --- | --- | ---- | ----- |
| River Plate      | 6     | 3  | 2   | 1   | 8   | 13   | 8     |
| CA Independiente | 6     | 3  | 2   | 1   | 8   | 9    | 6     |
| Boca Juniors     | 6     | 2  | 3   | 1   | 7   | 7    | 6     |
| Club Guaraní     | 6     | 0  | 1   | 5   | 1   | 5    | 14    |

### Grupa 2
| 30.03 CD Universidad Católica – CA Peñarol 1:0 - Fernando Ibañez                                                                    |
| 02.04 CD Universidad Católica – Club Nacional de Football 1:0 - Juan Inostroza                                                      |
| 10.04 CA Peñarol – Club Nacional de Football 3:0 - Pedro Virgílio Rocha (3)                                                         |
| 14.04 Club Nacional de Football – CD Universidad Católica 3:2 - Orlando Virgili (2), Jorge Oyarbide – Armando Tobar, Juan Inostroza |
| 19.04 CA Peñarol – CD Universidad Católica 2:0 - Pedro Virgílio Rocha, Juan Víctor Joya                                             |
| 23.04 Club Nacional de Football – CA Peñarol 0:1 - Julio César Cortés                                                               |

| Klub                      | Mecze | Zw | Rem | Por | Pkt | BrZd | BrStr |
| ------------------------- | ----- | -- | --- | --- | --- | ---- | ----- |
| CA Peñarol                | 4     | 3  | 0   | 1   | 6   | 6    | 1     |
| CD Universidad Católica   | 4     | 2  | 0   | 2   | 4   | 4    | 5     |
| Club Nacional de Football | 4     | 1  | 0   | 3   | 2   | 3    | 7     |

## FINAŁ
| CA Peñarol – River Plate 2:0 i 2:3, dod. 4:2 (dog) |
| 12 maja 1966 Montevideo Estadio Centenario (49 000) CA Peñarol – River Plate 2:0 (0:0) Sędzia: główny – Roberto Goicoechea (Argentyna), boczni – Luis Spinetto (Argentyna), Aurelio Bossolino (Argentyna) Bramki: 1:0 Julio César Abbadie 75, 2:0 Juan Víctor Joya 85 Club Atlético Peñarol: Ladislao Mazurkiewicz – Juan Vicente Lezcano, Nelson Díaz, Pablo Forlán, Néstor Gonçalves, Omar Caetano, Julio César Abbadie, Pedro Virgílio Rocha, Héctor Silva, Julio César Cortés, Juan Víctor Joya Club Atlético River Plate: Amadeo Carrizo – Juan Carlos Guzmán, Abel Vieitez, Carlos Sáinz, Roberto Matosas, Daniel Bayo, Luis Cubilla, Miguel Loayza (40 Ermindo Onega), Daniel Onega, Juan Carlos Sarnari, Jorge Raúl Solari                                                                                                   |
| 18 maja 1966 Buenos Aires Estadio Monumental (60 000) River Plate – CA Peñarol 3:2 (1:1) Sędzia: główny – José María Codesal (Urugwaj), boczni – Pablo Víctor Vaga (Urugwaj), Manuel Pardiñas (Urugwaj) Bramki: 0:1 Pedro Virgílio Rocha 32, 1:1 Daniel Onega 38, 1:2 Alberto Spencer 50, 2:2 Juan Carlos Sarnari 52, 3:2 Ermindo Onega 73 Club Atlético River Plate: Amadeo Carrizo – Juan Carlos Guzmán, Abel Vieitez, Carlos Sáinz, Juan Carlos Sarnari, Roberto Matosas, Luis Cubilla, Jorge Raúl Solari, Daniel Onega (46 Juan Carlos Lallana), Ermindo Onega, Óscar Mas Club Atlético Peñarol: Ladislao Mazurkiewicz – Juan Vicente Lezcano, Nelson Díaz, Pablo Forlán, Néstor Gonçalves, Omar Caetano, Julio César Abbadie, Pedro Virgílio Rocha, Alberto Spencer, Julio César Cortés, Juan Víctor Joya                       |
| 20 maja 1966 Santiago Estadio Nacional (39 000) CA Peñarol – River Plate 4:2 (2:2,0:2) Sędzia: główny – Claudio Vicuña (Chile), boczni – Rafael Hormazábal (Chile), Mario Gasc (Chile) Bramki: 0:1 Daniel Onega 37, 0:2 Jorge Raúl Solari 37, 1:2 Alberto Spencer 57, 2:2 Julio César Abbadie 72, 3:2 Alberto Spencer 101, 4:2 Pedro Virgílio Rocha 109 Club Atlético Peñarol: Ladislao Mazurkiewicz – Juan Vicente Lezcano, Nelson Díaz (43 Tabaré González), Pablo Forlán, Néstor Gonçalves, Omar Caetano, Julio César Abbadie, Julio César Cortés, Spencer, Pedro Virgílio Rocha, Juan Víctor Joya Club Atlético River Plate: Amadeo Carrizo – Eduardo Grispo, Abel Vieitez, Jorge Raúl Solari, Carlos Sáinz (43 Juan Carlos Lallana), Roberto Matosas, Juan Carlos Sarnari, Luis Cubilla, Ermindo Onega, Daniel Onega, Óscar Mas |

## Klasyfikacja
Poniższa tabela ma charakter statystyczny. O kolejności decyduje na pierwszym miejscu osiągnięty etap rozgrywek, a dopiero potem dorobek bramkowo-punktowy. W przypadku klubów, które odpadły w rozgrywkach grupowych o kolejności decyduje najpierw miejsce w tabeli grupy, a dopiero potem liczba zdobytych punktów i bilans bramkowy.
| Poz | Klub                      | Mecze | Zw | Rem | Por | Pkt | BrZd | BrStr |
| --- | ------------------------- | ----- | -- | --- | --- | --- | ---- | ----- |
| 1 | CA Peñarol                | 17    | 13 | 0   | 4   | 26  | 34   | 16    |
| 2 | River Plate               | 20    | 13 | 3   | 4   | 29  | 43   | 25    |
| 3 | CD Universidad Católica   | 10    | 4  | 3   | 3   | 11  | 13   | 10    |
| 4 | CA Independiente          | 7     | 3  | 2   | 2   | 8   | 10   | 8     |
| 5 | Boca Juniors              | 16    | 9  | 3   | 4   | 21  | 26   | 15    |
| 6 | Club Nacional de Football | 14    | 8  | 1   | 5   | 17  | 25   | 17    |
| 7 | Club Guaraní              | 13    | 3  | 3   | 7   | 9   | 16   | 24    |
| 8 | Universitario Lima        | 10    | 4  | 3   | 3   | 11  | 10   | 13    |
| 9 | Club Jorge Wilstermann    | 10    | 4  | 2   | 4   | 10  | 14   | 14    |
| 10 | Club Olimpia              | 7     | 2  | 2   | 3   | 6   | 8    | 12    |
| 11 | Italia Caracas            | 10    | 4  | 2   | 4   | 10  | 15   | 18    |
| 12 | Municipal La Paz          | 10    | 4  | 1   | 5   | 9   | 21   | 22    |
| 13 | Club Universidad de Chile | 6     | 1  | 3   | 2   | 5   | 6    | 7     |
| 14 | Emelec Guayaquil          | 10    | 4  | 0   | 6   | 8   | 15   | 18    |
| 15 | Alianza Lima              | 10    | 2  | 0   | 8   | 4   | 9    | 16    |
| 16 | Lara Barquisimeto         | 10    | 1  | 2   | 7   | 4   | 5    | 17    |
| 17 | AD 9 de Octubre           | 10    | 1  | 0   | 9   | 2   | 13   | 31    |
| Podsumowanie: 95 meczów, w tym 15 remisów, 283 bramki - 2.98 bramki/mecz * w powyższym podsumowaniu nie uwzględniono bramki anulowanej w rozegranym 23 marca meczu Alianza Lima – Universitario Lima |                           |       |    |     |     |     |      |       |